# Roger Wessels
Roger Wessels (Port Elizabeth, 4 maart 1961) is een Zuid-Afrikaans golfprofessional, die actief was op de Sunshine Tour, de Europese PGA Tour en de Canadese PGA Tour.

## Loopbaan
Voordat Wessels in 1987 golfprofessional werd, behaalde hij successen als amateur. Zijn eerste profzege was op de Sunshine Tour door het Lexington PGA Championship te winnen. In het volgende decennium won Wessels nog acht toernooien op de Sunshine Tour en zijn laatste zege dateert van 2001, toen hij de Platinum Classic won.
In 1994 speelde hij op de Canadese PGA Tour en won daar één golftoernooi: de Canadian Masters. Van 1995 tot 2003 golfde Wessels ook op de Europese PGA Tour, maar behaalde daar geen successen.
Eind 2003 stopte Wessels met toernooien en werd golfcoach op de KeNako Golf Academy.

## Prestaties

### Professional
Sunshine Tour
- 1991: Lexington PGA Championship
- 1992: Tzaneen Classic
- 1994: Kalahari Classic, Mercedes Benz Golf Challenge
- 1995: Renwick Group Classic Pro-Am, Phalaborwa Mafunyane Trophy
- 1996: Mafunyane Trophy
- 2000: Observatory Classic
- 2001: Platinum Classic

Overige
- 1994: Canadian Masters
- 1999: Smurfit COC Pro-Am

## Teamcompetities
- World Cup of Golf: 1994